# Tanja Münzinger
Tanja Münzinger (* 25. Juli 1971) ist eine ehemalige deutsche Judoka. 1993 war sie Europameisterschaftszweite.

## Sportliche Karriere
1988 war Tanja Münzinger Dritte der Junioreneuropameisterschaften in der Gewichtsklasse bis 52 Kilogramm. Ab 1990 kämpfte Tanja Münzinger im Leichtgewicht, der Gewichtsklasse bis 56 Kilogramm. Bei den Europameisterschaften 1993 in Athen besiegte sie im Halbfinale die Portugiesin Filipa Cavalleri, im Finale unterlag sie der Britin Nicola Fairbrother. 1995 gewann die Judoka vom Judoverein Nürtingen ihren ersten deutschen Meistertitel. Bei den Europameisterschaften 1995 in Birmingham unterlag sie Nicola Fairbrother im Halbfinale und verlor dann den Kampf um eine Bronzemedaille gegen Einat Yaron aus Israel. Ende September 1995 belegte Münzinger den siebten Platz bei den Weltmeisterschaften in Chiba. 1997 siegte sie noch einmal bei den Deutschen Meisterschaften. Bei den Europameisterschaften in Ostende verlor sie im Achtelfinale gegen die Spanierin Isabel Fernández und schied in der Hoffnungsrunde gegen Nicola Fairbrother aus.